# Axel Wirth
Axel Wirth (* 15. März 1951 in Augsburg-Göggingen; † 16. Februar 2025) war ein deutscher Jurist und Hochschullehrer.

## Leben
Wirth studierte an der Ludwig-Maximilians-Universität München und legte dort sein juristisches Staatsexamen ab. Er wurde 1981 in Berlin mit einer Arbeit über Währungspolitik und Entwicklungshilfefinanzierung des Internationalen Währungsfonds (Thema „Zwischen Währungspolitik und Entwicklungshilfe-Finanzierung – Veränderte Aufgabenstellung des Internationalen Währungsfonds“) promoviert. Danach arbeitete er zunächst als Rechtsanwalt.
Von 1999 bis 2016 war er Professor für Baurecht und Inhaber des ersten deutschen universitären Lehrstuhls für deutsches und internationales öffentliches und privates Baurecht an der Technischen Universität Darmstadt. Von 2000 bis 2002 und von 2004 bis 2006 war er Dekan des dortigen Fachbereichs Rechts- und Wirtschaftswissenschaften.
Neben seiner Lehrtätigkeit wirkte Wirth als Schiedsgutachter, Schlichter und Schiedsrichter. Seit 2001 bis 2023 war er zudem Präsident des Centrums für Deutsches und Internationales Baugrund- und Tiefbaurecht e. V. (CBTR). Er war Mitbegründer und seit 1999 Ehrenmitglied des ARGE Baurecht im Deutschen Anwaltverein. Im Jahr 2024 wurde er Ehrenvorsitzender und Tiefbaurechtspreisträger des CBTR.

## Plagiatsvorwürfe
Im Jahr 2006 war er Autor von Teilen des Prütting/Wegen/Weinreich, eines Gesetzeskommentars zum BGB. Daraufhin berichteten mehrere Zeitungen, dass dieser Artikel zu einem großen Teil aus dem Kommentar Palandt abgeschrieben sei.
Der Verlag Luchterhand zog daraufhin das Buch zurück. Wirth behauptete, dass das Plagiat allein durch einen Doktoranden, der aber nur in Teilen als Koautor genannt wurde, zustande gekommen sei; er habe seine „Kontrollpflichten“ nicht verletzt, und man könne ihm „keinerlei Vorwurf wissenschaftlichen Fehlverhaltens“ machen. Die Technische Universität Darmstadt setzte eine Kommission zur Untersuchung des Vorwurfs eines wissenschaftlichen Fehlverhaltens ein. Der Rektor der Technischen Universität Darmstadt erteilte Wirth daraufhin eine dienstliche Rüge. Nachdem die Vorwürfe 2010 in einem Buch thematisiert wurden, forderte die Interessenvertretung deutscher Hochschullehrer, der Deutsche Hochschulverband, Wirth zu einer Stellungnahme auf. Die Aussage, der Verband habe ein Ausschlussverfahren gestartet, wies Wirth zurück. Er kündigte daraufhin seinen Austritt aus dem Verband an. Wirth verwies auf ein Schreiben der Technischen Universität Darmstadt vom November 2010, in dem ihm als Mitglied der Universität die volle Unterstützung und Wertschätzung bestätigt wurde. In einem Schreiben vom November 2011 schließlich hieß es, dass auf ausdrücklichen Wunsch Wirths bestätigt werde, „dass der nach Abschluss des vorbezeichneten Verfahrens erhobene Vorwurf an Sie organisatorische Aspekte betrifft“. Gemäß der Darstellung auf einer Projektwebseite des Handelsblatts äußerte sich der damalige Ombudsmann der Technischen Universität Darmstadt dahingehend, Wirth habe keine Urheberrechtsverletzung begangen und könne so auch nicht rechtlich belangt werden.

## Schriften (Auswahl)
- Wirth, Kuffer (Hrsg.): Handbuch des Fachanwalts für Bau- und Architektenrecht. 3. Auflage. Werner Verlag, Köln 2010, ISBN 978-3-8041-2283-3.
- Wirth, Kuffer: Der Baustoffhandel. Ein Rechtshandbuch für die Praxis. Kohlhammer, Stuttgart 2010, ISBN 978-3-17-020792-9.
- Wirth, Englert, Motzke: Baukommentar. 2. Auflage. Werner Verlag, Neuwied 2009, ISBN 978-3-8041-5023-2.
- Wirth (Hrsg.): Darmstädter Baurechtshandbuch. 2. Auflage. 1 – Privates Baurecht, 2 – Öffentliches Baurecht, 3 – Vergaberecht. Werner Verlag, Neuwied 2005, ISBN 3-8041-5010-1.
- Wirth, Sienz, Englert: Verträge am Bau nach der Schuldrechtsreform. Einführung und Kommentar zum neuen Recht. Werner Verlag, Düsseldorf 2002, ISBN 3-8041-4995-2.
- Schottke, Wirth, Fischer: Kommentierung der DIN 18312. Untertagebauarbeiten. In: Englert, Katzenbach, Motzke (Hrsg.): Beck’scher VOB-Kommentar – VOB Teil C. 2. Auflage. C. H. Beck / Beuth, 2008, ISBN 978-3-406-42566-0.
- Norbert Galda, Winfried Grieger, Claus-Jürgen Korbion, Jack Mantscheff, Werner Seifert, Klaus Vygen, Axel Wirth: Honorarordnung für Architekten und Ingenieure (HOAI). In: Hermann Korbion, Jack Mantscheff, Klaus Vygen (Hrsg.): Beck’sche Kurz-Kommentare. 7. Auflage. Band 59. C. H. Beck, 2009, ISBN 978-3-406-59269-0.